# فيلار ي فيلاسكو
بلدية فيلار ي فيلاسكو (بالإسبانية: Villar y Velasco)‏، هي إحدى بلديات مقاطعة قونكة إحدى مقاطعات إسبانيا، و التي تقع في منطقة قشتالة لا منتشا وسط البلاد, و المائلة لجهة الشرق من إسبانيا.
يبلغ عدد سكانها 118 نسمة وفقاً لإحصائية سنة (2007).